# Idaea recrinita
Idaea recrinita là một loài bướm đêm trong họ Geometridae.